# Jeremi (kommun)
Jeremi är en kommun i Haiti.   Den ligger i departementet Grand'Anse, i den västra delen av landet, 190 km väster om huvudstaden Port-au-Prince.